# Dengaku
Il Dengaku (田楽? letteralmente "musica delle risaie") era un rituale popolare giapponese fortemente legato alle attività agricole e ai culti scintoisti. Con questo termine possiamo riferirci sia al dengaku come accompagnamento musicale, praticato durante le osservanze della semina del riso, sia al dengaku come danza, che si sviluppò contemporaneamente al sarugaku. Dopo aver raggiunto il favore dell'aristocrazia, il dengaku prosperò durante tutto il periodo Heian, venne portato anche nelle città e a partire dal XIV fu incorporato in una nuova forma di spettacolo, il teatro Nō, in particolare grazie al drammaturgo e attore Kan'ami.

## Origini
Non si hanno molte informazioni riguardo alla sua nascita precisa, i primi testi scritti che lo descrivono risalgono al periodo Heian. Gli studiosi ritengono che il dengaku sia la commistione di diversi tipi di rituali ad esso anteriori, composti da canti, danze e musiche che accompagnavano le pratiche arcaiche di coltura del riso, chiamate taue (田植え?). Alcuni inoltre ipotizzano che esso derivi in parte anche dagli antichi riti per la fertilità.
Durante le festività del Nuovo Anno, che in base al calendario giapponese tradizionale venivano celebrate in primavera, si effettuavano riti propiziatori, detti ta asobi (田遊び? "intrattenimento delle risaie"), durante i quali dei personaggi mascherati simulavano con gesti semplici e codificati tutte le fasi della coltivazione del riso, allo scopo di attirare la benevolenza dei kami sulle colture.
Tra maggio e giugno veniva invece celebrato il momento del trapianto delle piantine di riso effettuato dalle saotome (早乙女? "giovani ragazze", termine che indicava espressamente le ragazze adibite a questo compito) accompagnandolo con danze, note come ta mai (田舞?), canti, taue uta (田植え歌?), e musiche a percussioni. Questi riti avevano sia la funzione di preghiera che di intrattenimento per i contadini, i canti avevano lo scopo di richiamare le divinità del raccolto e le danze di intrattenerle, in modo da ricevere il loro favore e protezione per assicurarsi un raccolto abbondante. Col tempo divennero sempre più complessi; e ai balli e canti venne aggiunta la messa in scena di lotte tra spiriti buoni e cattivi per il controllo dei campi e del raccolto, che assunsero la valenza di vere e proprie performances artistiche.
Queste due tradizioni, il ta asobi e le celebrazioni del trapianto del riso, andarono sempre più fondendosi dando poi origine al dengaku.

## Sviluppo
Durante il periodo Heian il dengaku attrasse anche l'interesse delle classi aristocratiche della capitale, come testimonia lo Eiga monogatari: nel 1023 il potente politico Fujiwara no Michinaga per intrattenere la figlia, l'Imperatrice Shōshi, ordinò che venisse officiato il trapianto del riso in un'area in cui lei, dal padiglione del palazzo imperiale dove risiedeva, potesse vederlo. E il testo descrive come dengaku l'esibizione dei contadini, uomini e donne, che abbigliati con abiti umili suonano tamburi e flauti, danzano e intonano canzoni.
Successivamente, come raccontano il Rakuyō dengakuki (洛陽田楽記? , "Cronaca del dengaku della metà sinistra della capitale") di Ōe no Masafusa (大江匡房?) e il Chūyūki (中右記? , "Diario del Ministro della Destra") di Fujiwara no Munetada (藤原宗忠?), nel 1096 si verificarono nella capitale numerosi incidenti violenti, ai quali le autorità reagirono con fermezza imponendo divieti e restrizioni. Ciò però ebbe l'effetto di fomentare ulteriormente la popolazione, che nel sesto mese di quell'anno proruppe in esibizioni di dengaku nelle strade come forma di protesta, disturbando la quiete pubblica per giorni. E il mese successivo gli stessi nobili della corte, che nel primo evento avevano partecipato più che altro come spettatori, indissero a loro volta sfarzosi spettacoli di dengaku. I fatti di quei mesi divennero poi noti come Eichō daidengaku (永長大田楽? , "Grande dengaku dell'era Eichō"). Se le prime esibizioni avevano avuto lo scopo di manifestare malcontento e costituirono un tentativo di sovversioni delle classi umili nei confronti delle classi superiori, quelle successive organizzate dai nobili rappresentarono invece un capovolgimento della situazione, un'assimilazione e neutralizzazione delle proteste.
Il dengaku raggiunse il suo massimo splendore tra il periodo Kamakura e gli inizi del periodo Muromachi, riscuotendo particolare successo soprattutto tra i samurai. Da un lato si assistette ad una sua professionalizzazione, con la nascita di compagnie di artisti specializzati che lo arricchirono di elementi presi anche da altre tradizioni (come il sarugaku): ad esempio iniziarono a utilizzare costumi molto più dettagliati e colorati nelle danze, aggiunsero numeri di acrobazia e destrezza e atti recitati su dei trampoli. Tutte queste innovazioni lo resero più piacevole per l'intrattenimento del pubblico elitario della capitale e dei maggiori centri religiosi, ma al contempo portarono ad un graduale declino del suo significato sacro: lontano dalle sue origini agricole ormai era diventato una forma di spettacolo a tutti gli effetti e venne denominato dengaku nō (田楽能?). Dall'altro lato, nelle comunità di campagna continuò comunque a sopravvivere una sua versione più semplice che manteneva uno stretto legame con i rituali religiosi, e che tutt'oggi viene praticata in varie comunità del Paese come performance artistica puramente folcloristica.
Tuttavia verso la fine del periodo Muromachi, il dengaku andò gradualmente perdendo la sua popolarità, surclassato dal sarugaku, che, maggiormente improntato al dramma stava riscuotendo un crescente successo tra l'aristocrazia giapponese. Entrambi costituirono le basi da cui si sviluppò il teatro Nō.

### Dengaku e Sarugaku
Durante tutto il periodo Heian e Kamakura numerosi furono i contatti tra le due tradizioni, che si influenzarono a vicenda e incorporarono al proprio interno l'una elementi dell'altra. Questo rende assai difficile circoscriverle chiaramente e affermare con sicurezza quale caratteristica appartenga a una piuttosto che all'altra. In generale l'unica netta distinzione che è possibile fare riguarda l'ambientazione religiosa a cui sono collegate: il sarugaku era legato ai centri di culto buddisti, mentre il dengaku era strettamente collegato alla religione nativa giapponese dello Shintoismo ed era soprattutto rappresentato nei templi scintoisti.

## Le musiche nel dengaku
Le musiche che accompagnavano il trapianto del riso, eseguite sia nei riti rurali, sia presso i santuari shintoisti, assumevano diverse denominazioni a seconda delle aree, ma erano comunque accomunate dalla prevalenza di suoni a percussioni. Veniva suonato principalmente il sasara (簓?), uno strumento a percussione di legno composto da diverse tavolette di legno legate assieme da una corda di cotone. Lo strumento andava sorretto con entrambe le mani e suonato con un movimento ondulatorio che facesse sbattere le tavolette una contro l'altra. Ne esistevano di diversi tipi e nelle cerimonie di trapianto del riso si impiegava il surizasara (摺り簓?), mentre nei dengaku odori (vedi sotto) si impiegava invece il binzasara (編木?).
Nei dengaku più elaborati venivano utilizzati anche altri strumenti come il fue (笛? , "flauto"), il taiko (太鼓? , "tamburo"), il tsuzumi (鼓? , "tamburo a clessidra").
Spesso agli strumenti erano uniti canti corali che avevano sia una funzione rituale, come preghiere rivolte alla divinità della risaia per chiedere la prosperità del raccolto, sia una funzione più pratica, volta a cadenzare il movimento dei contadini, incitandoli nel lavoro. Il ritmo della musica scandiva quello del trapianto del riso e sanciva anche il trascorrere del tempo: le giornate nei campi iniziavano infatti con un canto per accogliere la divinità, seguite dai canti del mattino, di mezzogiorno, della sera e si concludevano con inni di saluto al dio della risaia.

## Le danze del dengaku
Alle musiche si associavano anche le danze, dette dengaku odori (田楽踊り?). Esse potevano essere di tipo molto semplice, svolte dai locali con movimenti sincronizzati di piegamenti e battito dei piedi, oppure più complesso, messe in scena da gruppi di artisti professionisti, i dengaku hōshi (田楽法師?). Durante la prima metà del periodo Heian (794-1129) ne vennero identificati diversi tipi, in base alle loro caratteristiche e alle particolari circostanze in cui venivano eseguite. 
1. Shiba dengaku (芝田楽? "Dengaku dei prati"): forma di intrattenimento che spesso accompagnava le varie competizioni. Il nome deriva dal fatto che queste danze non erano eseguite su tappeti o palchi, ma direttamente sull'erba;
2. Dai dengaku (大田楽? "Grande dengaku"): probabilmente niente di più che una forma molto più elaborata di dengaku;
3. Shō dengaku (小田楽? "Piccolo dengaku"): danze legate ai templi shintoisti e quindi con una minore partecipazione da parte della popolazione;
4. Maiko dengaku (舞子田楽? "Dengaku delle danzatrici"): danze eseguite dalle donne e sempre legate ai templi scintoisti e alle corti imperiali;
5. Kachi dengaku (徒田楽? "Dengaku a piedi"): originariamente il dengaku veniva eseguito a piedi, e questo nome serviva a distinguerlo dal dengaku praticato a cavallo;
6. Mura dengaku (村田楽? "Dengaku dei villaggi"): forma di dengaku legata ai villaggi rurali eseguita per il semplice intrattenimento[9].